# Folco Trabalza
Folco Trabalza (* 27. Februar 1913 in Rom; † 1993) war ein italienischer Diplomat.

## Leben
Folco Trabalza studierte bis 1935 Rechtswissenschaft an der Universität Rom und trat am 15. November 1940 in den auswärtigen Dienst.
1942 wurde er Vizekonsul in Zürich und 1946 Botschaftssekretär in Athen.
Von 1957 bis 1961 war er Botschafter in Kabul.
Von 1967 bis 12. Mai 1971 war er Botschafter in Belgrad.
Von 12. Mai 1971 bis 4. September 1975 war er Botschafter in Peking.